# Синцы (Гомельская область)
Синцы (бел. Сінцы) — упразднённая деревня в Хойникском районе Гомельской области Беларуси. Входил в состав Стреличевского сельсовета.
На территории Полесского радиационно-экологического заповедника.
В связи с радиационным загрязнением после катастрофы на Чернобыльской АЭС жители (13 семей) переселены в чистые места.

## География

### Расположение
В 39 км на юг от районного центра и железнодорожной станции Хойники (на ветке Василевичи — Хойники от линии Гомель — Калинковичи), 142 км от Гомеля.

### Гидрография
На севере мелиоративные каналы, соединённые с рекой Припять (приток реки Днепр).

## Транспортная сеть
Рядом автодорога Молочки — Крюки. Планировка состоит из короткой широтной улицы, застроенной деревянными домами усадебного типа.

## История
Основана в начале XX века переселенцами из соседних деревень. Наиболее активная застройка приходится на 1920-е годы. Во время Великой Отечественной войны в мае 1943 года оккупанты полностью сожгли деревню и убили 6 жителей. 5 жителей погибли на фронте. Согласно переписи 1959 года входила в состав колхоза «Новая жизнь» (центр — деревня Радин).

## Население

### Численность
- 2004 год — жителей нет.

### Динамика
- 1940 год — 35 дворов, 170 жителей.
- 1959 год — 93 жителя (согласно переписи).
- 2004 год — жителей нет.